# Veljko Bakašun
Veljko Bakašun, hrvatski je vaterpolist, osvajač srebrne medalje na Olimpijskim igrama u Helsinkiju 1952. godine.